# تین زاوتین
تین زاوتین (به عربی: تین زاوتین) یک شهرداری در الجزایر است که در استان تمنراست واقع شده‌است. تین زاوتین ۴۱٬۳۱۳ کیلومتر مربع مساحت و ۴٬۱۵۷ نفر جمعیت دارد و ۶۳۰ متر بالاتر از سطح دریا واقع شده‌است.